# Ернст Борман
Ернст Борман (нім. Ernst Bormann; 5 листопада 1897, Кірхбрак — 1 серпня 1960, Дюссельдорф) — німецький офіцер, генерал-майор люфтваффе (1 жовтня 1944). Кавалер Лицарського хреста Залізного хреста з дубовим листям.

## Біографія
Учасник Першої світової війни, льотчик-винищувач. Почав воювати 17 серпня 1915 року в званні офіцера-кадета 82-го резервного піхотного полку. В березні 1917 року був переведений в авіацію і 21 березня направлений в 7-й, 24 жовтня — в 12-й запасний авіаційний дивізіон. 8 січня 1918 року перейшов в 42-й авіаційний дивізіону, 4 травня — в 2-гу винищувальну ескадрилью, де і воював до кінця війни. Здобув 16 перемог, літаючи на Fokker' D VII. 2 вересня в одному бою збив 3 літаки противника. 4 листопада в бою проти 4-ї американської ескадрильї Борманн разом з Карлом Болле, командиром його ескадрильї, збили 3 Sopwith Snipe, 2 з яких пілотував американські аси — капітан Т. К. Р. Бейкер, кавалер хреста «За льотні заслуги» (12 перемог), і лейтенант А.Дж. Паллісер (7 перемог). 31 березня 1920 року підвищений до оберлейтенанта і звільнений у відставку.
З 1 серпня 1925 по 30 вересня 1930 року проходив підготовку в секретних авіашколах в Липецьку і в Німеччині. 2 вересня 1934 року зарахований до люфтваффе. З 1 квітня 1935 року — командир ескадрильї бомбардувальної ескадри «Бельке». З 1 червня 1938 року — командир 3-ї групи винищувальної ескадри «Ріхтгофен». З 1 листопада 1938 року — командир 1-ї групи навчальної бомбардувальної ескадри (Грайфсвальд).
З 1 серпня 1940 року — начальник училища командирів авіації (Геблінген, біля Аугсбурга). З 26 лютого 1941 року — командир 76-ї бомбардувальної ескадри. Учасник Балканської кампанії і боїв на радянсько-німецькому фронті. З 10 січня 1943 року — командир бомбардувальних частин 4-го повітряного флоту. З 1 лютого 1943 року — авіаційний командир в Криму, підлеглий штабу 4-го повітряного флоту. З 1 липня 1943 року — офіцер для особливих доручень, з 1 жовтня 1944 року — начальник аеродромного командування Моравії.
10 травня 1945 року заарештований в Чехії органами СМЕРШу. Утримувався в різноманітних таборах і в'язниці в Іваново.8 червня 1950 року військовим трибуналом військ МВС Московської області засуджений до 25 років таборів. 9 жовтня 1955 року переданий владі ФРН і звільнений.

## Нагороди
- Залізний хрест
  - 2-го класу (24 липня 1916)
  - 1-го класу (18 серпня 1918)
- Нагрудний знак військового пілота (Пруссія)
- Почесний кубок для переможця у повітряному бою
- Сілезький Орел 2-го і 1-го ступеня
- Почесний хрест ветерана війни з мечами
- Медаль «За вислугу років у Вермахті» 4-го класу (4 роки)
- Нагрудний знак пілота
- Застібка до Залізного хреста
  - 2-го класу (22 вересня 1939)
  - 1-го класу (10 жовтня 1939)
- Фотографія Германа Герінга в срібній рамці (15 вересня 1941)
- Лицарський хрест Залізного хреста з дубовим листям
  - Лицарський хрест (5 жовтня 1941) — як оберст-лейтенант авіації і командир 76-ї бомбардувальної ескадри.
  - Дубове листя (3 вересня 1942) — як оберст авіації і командир бойового з'єднання «Борман» (колишня 76-та бомбардувальна ескадра).
- Авіаційна планка бомбардувальника в золоті
- Медаль «За зимову кампанію на Сході 1941/42»